# Khoratosuchus
Khoratosuchus jintasakuli
Genre
Espèce
Khoratosuchus est un  genre éteint de Crocodyliformes néosuchiens qui vivait dans le nord de la Thaïlande au Crétacé inférieur, de l'Hauterivien à l'Aptien.
Son espèce type et seule espèce est Khoratosuchus jintasakuli.

## Description
Khoratosuchus est le plus récent crocodyliforme et le plus évolué du Mésozoïque connu à ce jour en Thaïlande. Il possède plusieurs caractères distinctifs qui permettent de déterminer sa position phylogénétique dans les crocodylomorphes, comme les choanes secondaires relativement postérieurs et presque encerclés par les ptérygoïdes et une surface lisse sur le sommet du crâne.